# Paris-Tours Espoirs
Paris-Tours Espoirs (engelsk: Paris–Tours Prospects) er et fransk endags cykelløb, der holdes hvert år i oktober i udkanten af Paris til Tours. Konkurrencen er organiseret af Amaury Sport Organisation.

## Vindere
|      |      | Rytter                        | Hold                                   |
| ---- | ---- | ----------------------------- | -------------------------------------- |
| 1991 | DEN  | Lars Michaelsen (DEN)         |                                        |
| 1992 | LAT  | Arvis Piziks (LAT)            |                                        |
| 1993 | FRA  | Cyril Saugrain (FRA)          |                                        |
| 1994 | FRA  | Nicolas Jalabert (FRA)        |                                        |
| 1995 | FRA  | Pascal Giguet (FRA)           |                                        |
| 1996 | FRA  | Franck Perque (FRA)           |                                        |
| 1997 | NED  | Miguel van Kessel (NED)       |                                        |
| 1998 | NOR  | Thor Hushovd (NOR)            |                                        |
| 1999 | BEL  | Gorik Gardeyn (BEL)           |                                        |
| 2000 | BEL  | Tom Boonen (BEL)              |                                        |
| 2001 | FRA  | Samuel Dumoulin (FRA)         | VC Lyon-Vaulx-en-Velin                 |
| 2002 | FRA  | Maryan Hary (FRA)             | Vendée U-Pays de la Loire              |
| 2003 | FRA  | Mathieu Claude (FRA)          | Vendée U-Pays de la Loire              |
| 2004 | FRA  | Vincent Jérôme (FRA)          | Vendée U-Pays de la Loire              |
| 2005 | FRA  | Fabien Patanchon (FRA)        | Entente Sud Gascogne                   |
| 2006 | NED  | Huub Duyn (NED)               | Rabobank Continental Team              |
| 2007 | BEL  | Jürgen Roelandts (BEL)        | Davitamon-Win for Life-Jong Vlaanderen |
| 2008 | FRA  | Tony Gallopin (FRA)           | Comité d'Ile de France                 |
| 2009 | FRA  | Mathieu Halleguen (FRA)       | Côtes d'Armor Cyclisme                 |
| 2010 | BEL  | Jelle Wallays (BEL)           | Beveren 2000-Quick Step                |
| 2011 | FRA  | Fabien Schmidt (FRA)          | UC Nantes Atlantique                   |
| 2012 | FRA  | Taruia Krainer (FRA)          | Vendée U-Pays de la Loire              |
| 2013 | FRA  | Flavien Dassonville (FRA)     | Comité d'Ile de France                 |
| 2014 | NED  | Mike Teunissen (NED)          | Rabobank Development Team              |
| 2015 | NED  | Sam Oomen (NED)               | Rabobank Development Team              |
| 2016 | NED  | Arvid de Kleijn (NED)         | Cyclingteam Jo Piels                   |
| 2017 | BEL  | Jasper Philipsen (BEL)        | BMC Development Team                   |
| 2018 | NED  | Marten Kooistra (NED)         | SEG Racing Academy                     |
| 2019 | FRA  | Alexys Brunel (FRA)           | Groupama-FDJ                           |
| 2020 | BEL  | Rune Herregodts (BEL)         | Home Solution-Soenens                  |
| 2021 | NOR  | Jonas Iversby Hvideberg (NOR) | Uno-X Pro Cycling Team                 |
| 2022 | NOR  | Per Strand Hagenes (NOR)      | Jumbo-Visma Development Team           |